# Syringodea concolor
Syringodea concolor là một loài thực vật có hoa trong họ Diên vĩ. Loài này được (Baker) M.P.de Vos miêu tả khoa học đầu tiên năm 1974.